# Achaearanea alboinsignita
Achaearanea alboinsignita är en spindelart som beskrevs av George Hazelwood Locket 1980. Achaearanea alboinsignita ingår i släktet Achaearanea och familjen klotspindlar. Inga underarter finns listade i Catalogue of Life.